# John-Patrick Strauß
John-Patrick Strauß (Wetzlar, 28 de janeiro de 1996) é um futebolista teuto-filipino que atua como volante. Atualmente joga pelo Muangthong United.

## Carreira
Entre 2000 e 2015, Strauß jogou nas categorias de base de 3 clubes: FC Cleeberg (2000 a 2008), TSG Wieseck (2008 a 2012) e RB Leipzig (2012 a 2015). Foi no clube de propriedade da Red Bull que ele se profissionalizou, embora não tivesse sido promovido ao elenco principal, tendo atuado apenas no time reserva, que durou até 2017, em 54 partidas e balançando as redes 10 vezes.
Em 2017, assinou contrato com o Erzgebirge Aue, da segunda divisão alemã, numa transferência livre.

## Seleção Filipina
Alemão de nascimento, o volante era elegível para jogar pelo seu país natal, porém escolheu defender a Seleção das Filipinas, uma vez que sua mãe é natural do país do Sudeste Asiático. Sua estreia pelos Azkals foi num amistoso contra Omã, em outubro de 2018, substituindo Martin Steuble aos 22 minutos do segundo tempo. É um dos 5 jogadores de origem alemã convocados para a Copa da Ásia de 2019, juntamente com os irmãos Mike e Manuel Ott (meio-campistas, nascidos em Munique), o ala-direito Patrick Reichelt (natural de Berlim) e o zagueiro Stephan Schröck (natural de Schweinfurt).